# 藍鰭似盾豆娘魚
藍鰭似盾豆娘魚（學名：Similiparma lurida），為輻鰭魚綱雀鯛科似盾豆娘魚屬下的一個種，分布於東大西洋馬德拉群島、亞速群島、加納利群島、維德角群島與塞內加爾海域，深度0至25公尺，本魚體呈橢圓形且側扁，吻短且圓鈍，眼大，體色黑色到棕黑色，身體腹側部分顏色較淺，鰭邊緣呈藍色，幼魚身體有橫向條紋，背鰭硬棘13枚、背鰭軟條16-17枚、臀鰭硬棘2枚、臀鰭軟條13-14枚，體長可達15公分，棲息在近海岩石區域，幼魚則出現在潮池，以藻類及小型無脊椎動物為食，繁殖期時成對出現，雄魚會守護卵直到孵化，生活習性不明，可做為觀賞魚。

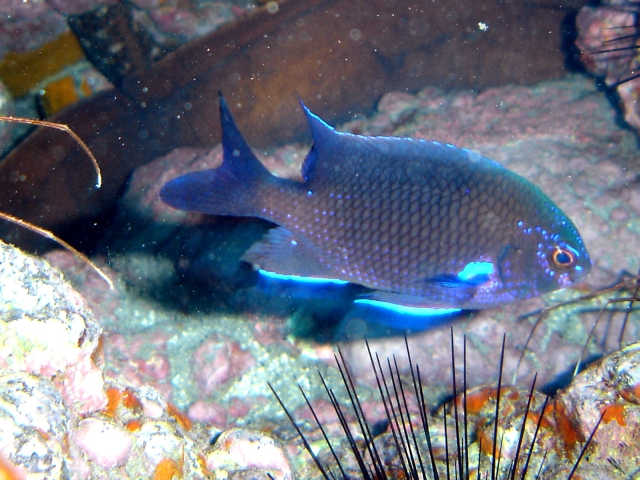
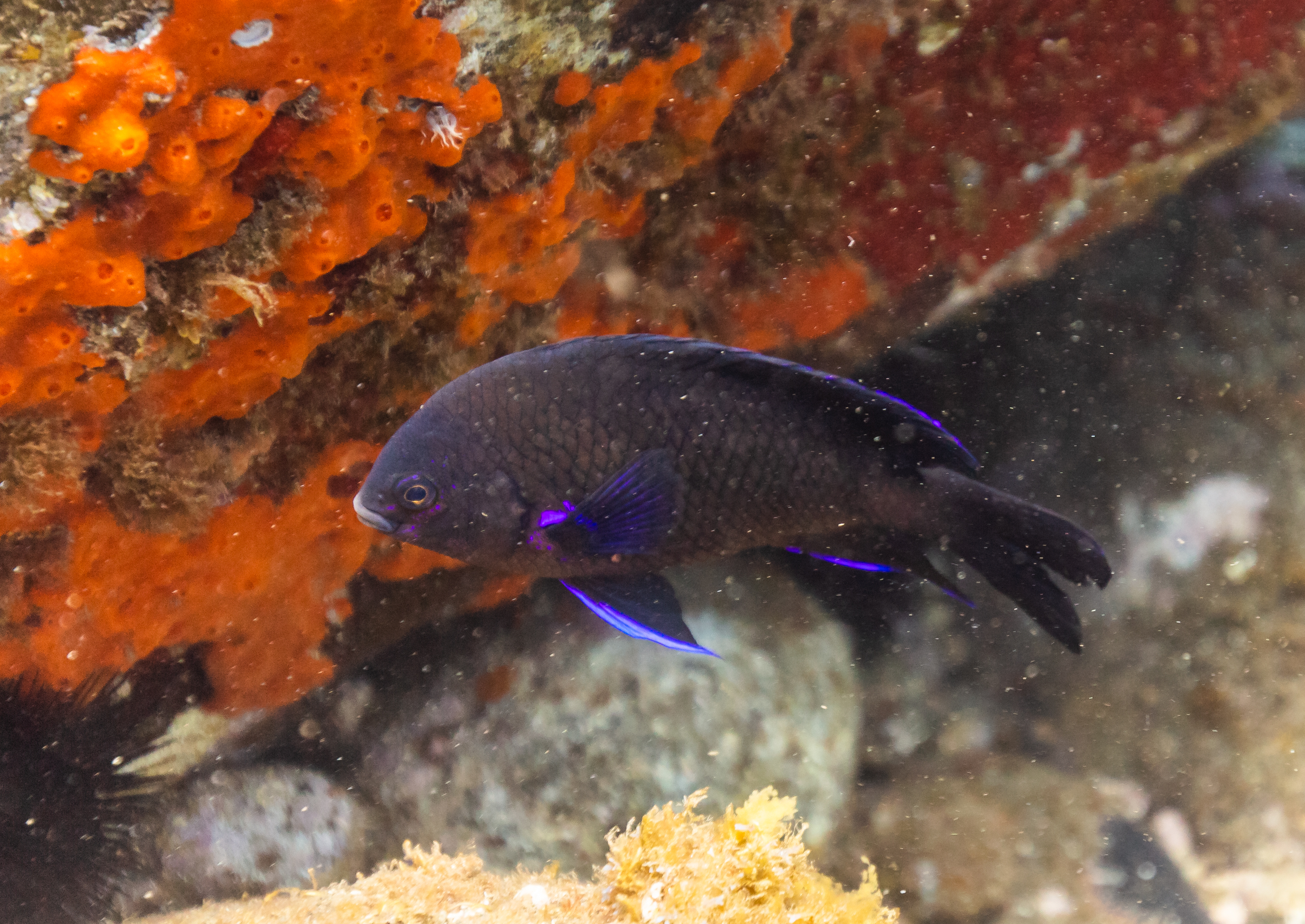
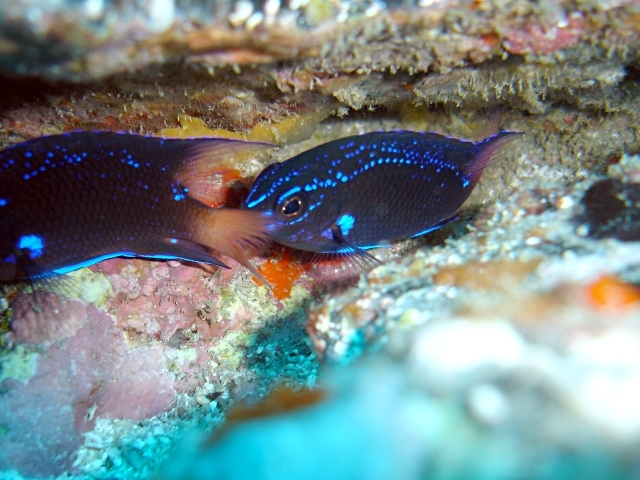